# Antología palatina
La Antología palatina es una colección de poemas, sobre todo epigramas, escritos durante los periodos clásico al bizantino de la literatura griega. Son poemas breves, de dos a ocho versos en general, rara vez más extensos, escritos para ser grabados en inscripciones de tipo sepulcral o votivo, aunque el epigrama erótico acabó siendo muy cultivado.
Junto con la Antología de Planudes, constituye el cuerpo de la Antología griega (en latín, Anthologia græca). 

## Historia de laAntología palatina
La primera antología escrita en griego conocida la compiló Meleagro de Gadara, bajo el título de Antología (del griego ἄνθος 'flor' y λέγω 'seleccionar': ramillete). Contiene poemas del propio compilador y de cuarenta y seis poetas más. En el prólogo a su selección, Meleagro la describe como si fuera una guirnalda de flores, lo que convirtió para la posteridad el término antología en sinónimo de una colección de obras literarias; su exacto equivalente latino es florilegio.
La Antología de Meleagro fue tan popular que provocó adiciones posteriores. La Anthologia graeca conserva los prefacios de las ediciones sucesivas de Filipo de Tesalónica y Agatías que añadieron nuevos poemas. La edición definitiva es obra de Constantino Céfalas, protopapa o alto funcionario eclesiástico en Constantinopla en el año 917.
El estudioso Máximo Planudes hizo su propia edición de la Anthologia graeca, en la que añadió y suprimió determinados poemas, en 1301, que fue editada por primera vez en 1494. Su antología fue la única conocida en Europa Occidental hasta 1606, cuando Claudio Saumaise encontró en la biblioteca de Heidelberg una colección completa basada en la de Constantino Céfalas, que sin embargo no se publicó hasta 1776. La primera edición crítica es de F. Jacobs (13 volúmenes, 1794–1803; revisada en 1813–1817).

## Manuscrito: el «Codex palatinus»
Esta obra se ha transmitido gracias al famoso códice del siglo X, que contiene también las Anacreónticas y otros textos, llamado Palatino por haber pertenecido a la Bibliotheca Palatina, de los electores del Palatinado, sita en Heidelberg.
Este manuscrito estaba allí en 1606; en 1622 cayó en manos de Maximiliano de Baviera, que se lo regaló al papa Gregorio XV: En Roma fue encuadernado en dos tomos desiguales, el primero de los cuales llegaba hasta el libro XIII. En 1797, Napoleón se llevó ambos a Francia. Después de su caída los dos volúmenes deberían haber retornado a Heidelberg, pero por error el más pequeño permaneció en París (hoy Cod. gr. suppl. 384) mientras que el mayor, del que se hicieron varias copias, se sigue conservando en la citada ciudad alemana como Cod. gr. 23.

## División de la obra
El manuscrito palatino fue transcrito por diferentes personas en diferentes épocas, y el orden actual de la colección no se corresponde con la que establece el índice. Este es como sigue:
- Libro I. Epigramas cristianos.
- Libro II. Descripción de Cristodoro de ciertas estatuas.
- Libro III: Inscripciones del templo de Cízico.
- Libro IV. Prólogos de Meleagro, Filipo y Agatías.
- Libro V. Epigramas amatorios.
- Libro VI. Inscripciones votivas.
- Libro VII. Epitafios.
- Libro VIII. Epigramas de Gregorio Nazianceno.
- Libro IX. Epigramas retóricos.
- Libro X. Poemas de exhortación ética.
- Libro XI. Humorísticos y de banquete.
- Libro XII. Musa Puerilis de Estratón.
- Libro XIII. Curiosidades métricas.
- Libro XIV. Puzles, enigmas, oráculos.
- Libro XV. Miscelánea.

De Constantino Céfalas depende en mayor o menor medida la división en capítulos según el contenido de cada serie de epigramas, base del reparto en libros de la antología hecho por editores modernos. Es dudoso que en Céfalas se hallara el actual y breve libro IV, pero sí es seguro que abarcaba el V (epigramas eróticos), el VI (anatemáticos o de ofrenda), el VII (epitimbios o funerarios) y el IX (epidícticos o de lucimiento) y es probable que estuvieran los libros X (epigramas protrépticos o de exhortación, pero la mayor parte de los cuales son sentencias o refranes), XI (con poemas clasificados como simpóticos o de banquete y escópticos o de burla, aunque haya entre ellos material amoroso de carácter heterosexual u homosexual) y XII (colección de carácter pederástico).
Este material se complementa con el códice de Venecia, el Cod. Marc. gr. 481, del que se hicieron varias copias y que contiene otra colección recopilada a partir de Céfalas y con adiciones hechas en 1301 por el filólogo bizantino Máximo Planudes, lo que hace que se la llame Antología planúdea. Los editores de la Palatina añaden como apéndices los epigramas que solamente se hallan en este códice y, hablan de un supuesto libro XVI.

## Clasificación geográfica de autores
Suele acudirse a una división esencialmente geográfica de los poetas:
- 1. Una supuesta escuela dórico-peloponésica-occidental que comprendería a los escritores procedentes de:
  - el Peloponeso: Ánite, Mnasalces, Páncrates, quizá Damageto.
  - la Magna Grecia: Nósides, Leónidas, Teodóridas, Fanias, Mosco.
  - las islas dóricas del sur del Egeo: Cos con Filitas, Nicias y Teócrito, procedente de Siracusa; Rodas, con Antágoras, Simias y Aristódico; Creta, con Riano.
  - la Hélade central y septentrional: Faleco, probablemente Perses, Alejandro.
  - los escritores relacionados con la corte macedonia, como Alceo y Samio.
- 2. Una supuesta escuela jónico-egipcia, en que figurarían gentes procedentes de:
  - Asia Menor: Hegemón, Duris, el marginal Arato.
  - la abundante floración samia del gran Asclepíades, Hédilo, Nicéneto, y Menécrates.
  - de Caria: Heráclito y Timnes.
  - toda la cohorte poética que, nacida o no en África, acudió a la Alejandría de los Ptolomeos: tal vez Teeteto y desde luego Posidipo, Calímaco, Glauco, Dioscórides y Zenódoto de Éfeso,
- 3. Una tardía escuela siriofenicia con:
  - Antípatro de Sidón, Meleagro de Gadara, Filodemo de Gadara y Arquias de Antioquía.